# Минто (озеро)
Минто (фр. Lac Minto) — озеро в провинции Квебек в Канаде. Расположено в слабо заселённой северо-западной части провинции на западе полуострова Унгава (полуостров Лабрадор). Одно из больших озёр Канады — площадь водной поверхности 703 км², общая площадь — 761 км², седьмое по величине озеро в провинции Квебек. Высота над уровнем моря 168 метров, колебания уровня озера до 1,09 метра. Ледостав с ноября по июль. Озеро сложной формы, с рукавами и заливами, имеет множество островов, вытянуто в направлении с юго-запада на северо-восток на 81 километр.
Питание от окружающих небольших озёр и рек. Из северо-восточного угла озера берёт начало река Фёй (в англоязычных источниках чаще встречается английский перевод Лиф), которая впадает в одноимённый залив Фёй (Лиф) залива Унгава.
Озеро названо в честь восьмого генерал-губернатора Канады Гилберта Эллиот-Мюррей-Кининмонда, 4-го графа Минто исследователем и геологом Альбертом Питером Лоу в 1898 году.